# Clicker automat

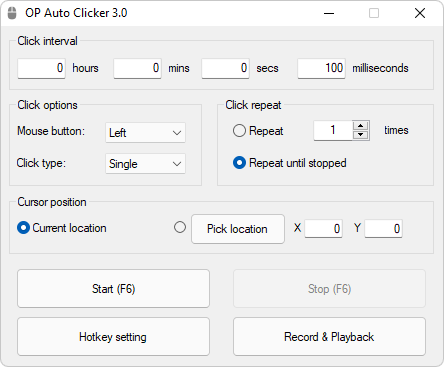
Exemplu de interfață grafică a unui clicker automat generic

Un clicker automat (în engleză Auto clicker) este un tip de software sau macrocomandă care poate fi folosit pentru a automatiza clicurile mouse-ului pe un element al ecranului computerului și poate face clic mai repede decât a fost intenționat. Clickerele pot fi declanșate pentru a repeta intrarea care a fost înregistrată mai devreme sau generată din diferite setări curente.
Clickerele automate pot fi la fel de simple ca un program care simulează clicurile mouse-ului. Acest tip de clic automat este destul de generic și va funcționa adesea alături de orice alt program de calculator care rulează în acel moment și acționează ca și cum ar fi apăsat un buton fizic al mouse-ului.
Clickerele automate mai complexe pot fi la fel de generale, dar adesea sunt personalizate pentru a fi utilizate cu un anumit program și implică citirea memoriei. Astfel de clickere automate pot permite utilizatorului să automatizeze majoritatea sau toate funcțiile mouse-ului, precum și să simuleze un set complet de intrări de la tastatură. Clickerele automate personalizate pot avea un domeniu de aplicare mai restrâns decât un clicker automat generic.
Clickerele automate, numite și programe software de automatizare, pot avea și caracteristici care permit reacții condiționate de răspuns, precum și o tastatură.

## Aplicații
Un clicker automat are aplicații diferite în funcție de tipul de sarcină care trebuie automatizată. Mai jos sunt câteva exemple în care sunt folosite clickerele automate.
- Testarea software: Testarea software-ului poate fi plictisitoare pentru un om atunci când există multe elemente de interfață grafică care trebuie testate în mod repetat. În astfel de cazuri, pot fi create macrocomenzi specializate și clicuri automate care testează elementele software.
- Automatizarea introducerii datelor: pentru operațiuni repetitive de introducere a datelor, un clicker automat poate fi folosit pentru a reproduce secvența operațiunilor și a automatiza procesul, economisind timp și cu șanse minime de eroare. Operațiunile mai complexe de introducere a datelor nu pot fi automatizate folosind un clicker automat.
- Jocuri: Unii jucători folosesc clickere automate pentru a efectua acțiuni de joc, cum ar fi atacul sau tragerea automată, sau pentru a-și accelera viteza de clic în jocuri precum Minecraft, Roblox și diverse jocuri idle. În unele jocuri multiplayer în care un clicker automat ar oferi unui jucător un avantaj nedrept, software-ul este capabil să detecteze utilizarea unui clicker automat și să interzică utilizatorului să joace competitiv.

## Lista instrumentelor de dezvoltare auto-clicker

### Windows
- AutoIt
- Macro Express⁠(d)
- IMacros⁠(d)
- ThinBasic⁠(d)
- Expect⁠(d)

### MacOS
- Automator⁠(d)

### Linux
- AutoKey⁠(d)

### Bazat pe web
- Bookmarklet⁠(d)
- IMacros⁠(d)